# Extremadament perillosa
Extremadament perillosa (títol original: The Real McCoy) és una pel·lícula estatunidenca dirigida per Russell Mulcahy, estrenada l'any 1993. Ha estat doblada al català.

## Argument
Karen McCoy és detinguda en flagrant delicte de robatori de bancs, per una mala informació d'un soci, i purga els seus 6 anys de presó. A la seva sortida, els seus antics còmplices, d'acord amb l'oficial de policia que la segueix, la forcen a treballar per ells. La pressió va fins al rapte del seu fill... Sabrà sortir-se'n?

## Repartiment
- Kim Basinger: Karen McCoy
- Val Kilmer: J.T. Barker
- Terence Stamp: Jack Schmidt
- Gailard Sartain: Gary Buckner
- Zach Anglès: Patrick
- Raynor Scheine: Baker
- Deborah Hobart: Cheryl Sweeney
- Pamela Stubbart: Kelly
- Andy Stahl: Mr. Kroll
- Dean Rader-Duval: Lewis
- Norman Maxwell: Hoke
- Marc Macaulay: Karl
- Peter Turner: Guarda
- David Dwyer: Guarda
- Frank Roberts: Guarda
- Robert Glover: Guarda
- Claude Fila: Guarda
- David Hart: Home d'afers
- Henry Stram: Caixer
- Larry Black: Interventor judicial
- Rebecca Wackler: Dona del personal
- Saundra Franks: criada

## Al voltant de la pel·lícula
- El rodatge s'ha desenvolupat a Atlanta.
- Crítica:"Mulcahy segueix amb el to mediocre que presideix la seva carrera en aquesta fluixissíma intriga, que se salva del zero absolut gràcies a la presència de Stamp"[3]

## Banda original
1. Breaking Into Vault
2. Where Sleeping Dogs Lie
3. Karen Cases Bank
4. Making Plans
5. Arrival At Bank
6. Security Guard
7. Ash Tray
8. Patrick's Rescue
9. Off To Brazil
10. End Credits